# Motoki Hasegawa
Motoki Hasegawa (長谷川 元希?, Hasegawa Motoki; Niiza, 10 dicembre 1998) è un calciatore giapponese, centrocampista dell'Albirex Niigata.